# تماس الماء
تماس الماء هو مصطلح يستخدم في صناعة المواد الهيدروكربونية لوصف الارتفاع فوق السوائل الأخرى باستثناء الماء والتي يمكن أن توجد في مسام الصخور.
على سبيل المثال، في أي بئر ماء تقليدية محفورة يدويًا، يكون المستوى الذي يستقر الماء عنده هو مستوى المياه الجوفية أو ارتفاع الماء في الصخور حيث يشغل الهواء الفراغات بين الصخور.
في معظم الحالات في صناعة المواد الهيدروكربونية، يعرف هذا المصطلح على أنه خط تماس الماء والنفط (يشار إليها اختصارًا باسم "OWC") أو خط تماس الماء والغاز ("GWC"). وغالبًا ما يوجد أيضًا خط لتماس الغاز والنفط ("GOC").
في حقول النفط أو الغاز، تنتقل المواد الهيدروكربونية داخل الصخور ويمكن أن تُحبس هناك إن كان هناك حاجز يعوق النفاذية وتمنع النفط من الخروج لأعلى. ونظرًا لأن النفط والغاز أخف من الماء، فإنهما يكونان فقاعات عند النهاية العليا لـ«المحبس» الذي يتكون عن طريق حواجز غير نفاذة. ومن النماذج الفيزيائية المبسطة على ذلك ما يحدث عند وضع فنجان قهوة مقلوب مغمور في الماء حيث يظهر في أعلاه فقاعات من الهواء تحتل الجزء العلوي الداخلي للفنجان. وقاعدة هذه الفقاعات هي خط تماسها مع الماء.
يمكن أن تعمل الخاصية الشعرية على منع التماس الحقيقي للماء في الوسائط النفاذة مثل الحجر الرملي. أما الضغط الشعري فيمنع المواد الهيدروكربونية من طرد كل الماء الموجود بالمسام مما يخلق منطقة انتقالية بين مستويات المواد الهيدروكربونية المشبعة ومستويات الماء المشبع.
في الفواصل ضعيفة المسامية، يمكن منع خطوط تماس النفط والماء أو تماس الغاز والماء أو تماس الغاز والنفط مما يزيد من صعوبة تقدير الاحتياطات الهيدروكربونية. كذلك، فإن وصف طبيعة صخور البئر سوف تساعد في تحديد خط تماس الغاز للأسفل وصولاً إلى الزيت وخط تماس الزيت للأسفل وصولاً إلى الماء؛ وبهذا تتضح حالات عدم اليقين التي قد تتضمنها هذه العملية.